# Jeronim Bazo
Jeronim Bazo (Tirana, 1960) is een voormalige  Albanese militair. In 1985 trad hij toe in het Albanese leger. Bazo diende vanaf 2013 als stafchef, waarin hij de rang van Generaal-majoor kende en werd uitgevaardigd door president Bujar Nishani. In 2017 werd Bazo opgevolgd door Bardhyl Kollçaku.

## Loopbaan
Bazo studeerde in 1985 af aan de militaire academie Skënderbej. Hij werd officier en diende als pelotonleider, commandant van een compagnie, officier van een bataljon en instructeur op een militaire school. Bazo werd in 1991 gepromoveerd tot kapitein.
Van 1993 tot 1995 was Bazo afdelingshoofd van de personeelsafdeling van het ministerie van defensie. Bazo werd in 1994 gepromoveerd tot majoor en in 1995 tot luitenant-kolonel. In 1996 studeerde hij af aan het George C. Marshall European Centre for Security Studies. Daarna werd hij directeur van het nieuw opgerichte Departement voor Nationale Veiligheid aan de Albanese Defensieacademie. Van 1997 tot 2000 was Bazo NAVO-verbindingsofficier. Van 2000 tot oktober 2002 was Bazo de commandant van de Albanese onderofficieren-academie. Van 2003 tot juni 2005 voerde Bazo het bevel over de Albanese Militaire Academie. 
In 2006 studeerde Bazo af aan het United States Army War College met een masterdiploma in strategische studies. Bazo werd in hetzelfde jaar gepromoveerd tot kolonel.
Van 2010 tot 2012 leidde Bazo de afdeling Defensieplanning en -bewaking van de generale staf. In 2012 werd Bazo gepromoveerd tot brigadegeneraal en werd hij benoemd tot defensie- en veiligheidsadviseur van president Bujar Nishani.
In 2013 werd Bazo de stafchef van de de generale staf van de Albanese strijdkrachten. In het presidentiële besluit over zijn benoeming werd hij gepromoveerd tot generaal-majoor.